# Кітаґава (Коті)
Кітаґа́ва (яп. 北川村, きたがわむら, МФА: [kʲi̥tagawa muɾa]?) — село в Японії, в повіті Акі префектури Коті.   Площа становить 196,91 км². Станом на 1 липня 2012 року населення складало 1308  осіб, густота населення — 6,64 осіб/км².   

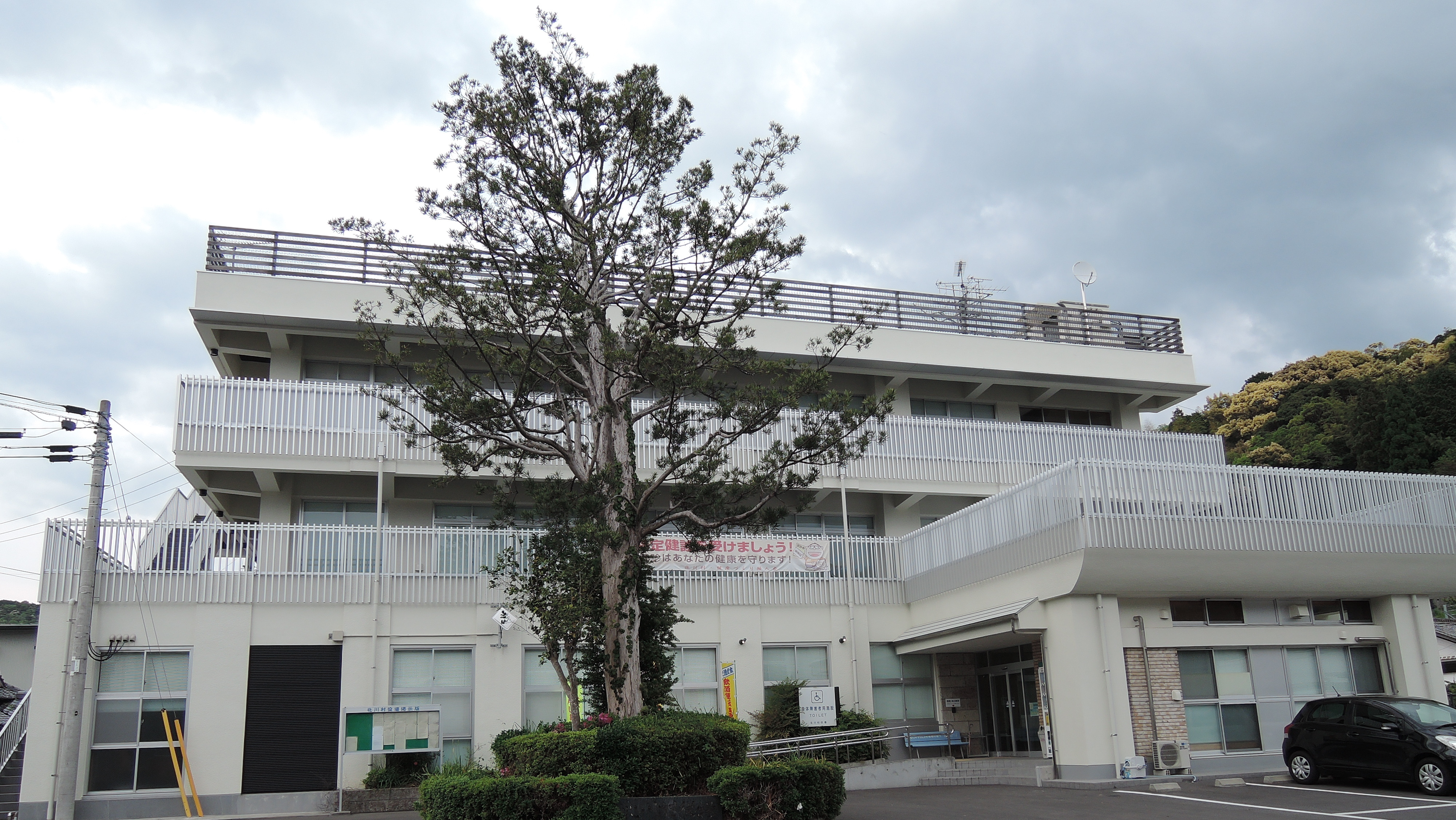
Адміністративна будівля в селі Кітаґава
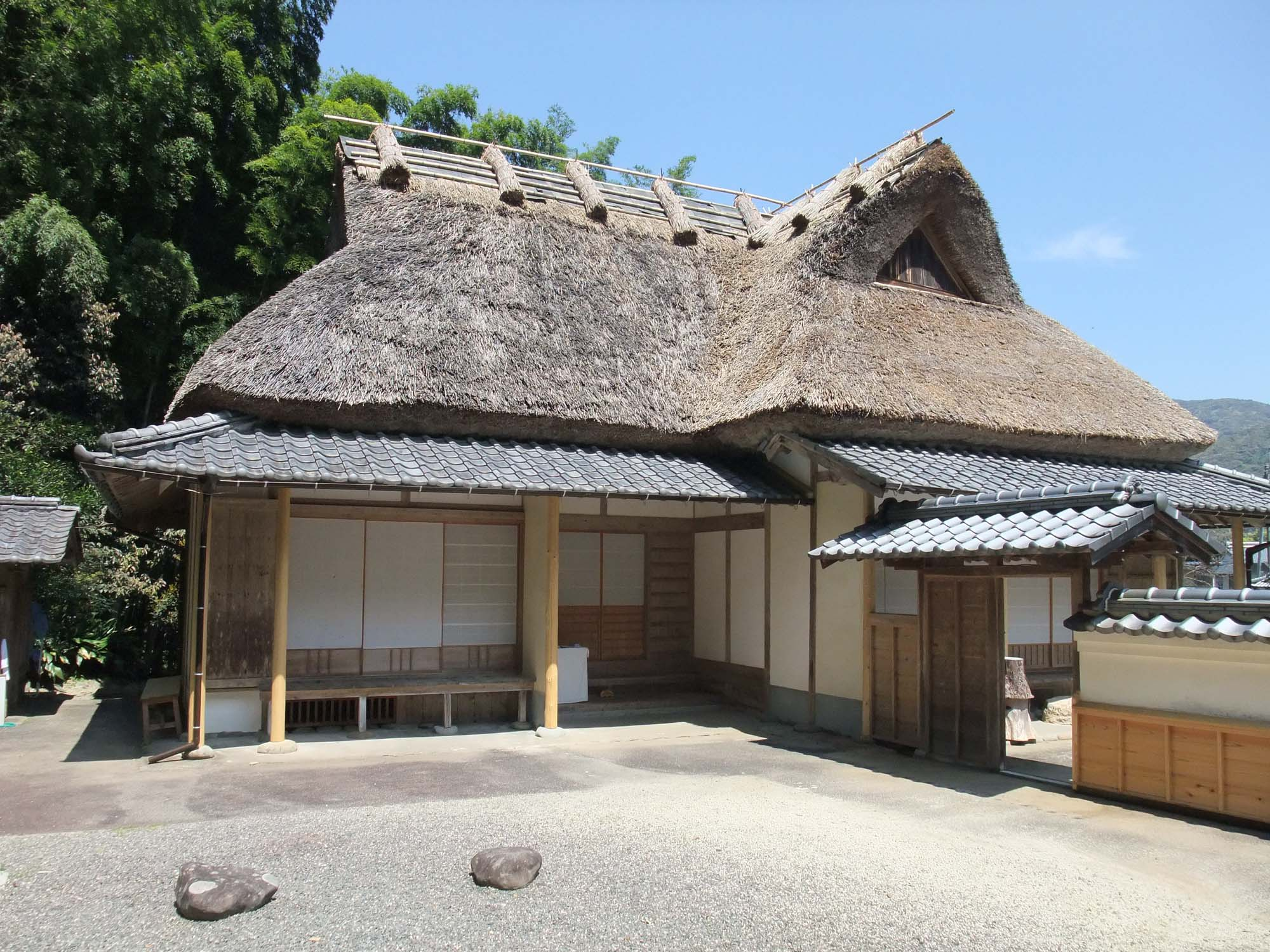
Будинок, де народився Накаока Сінтаро
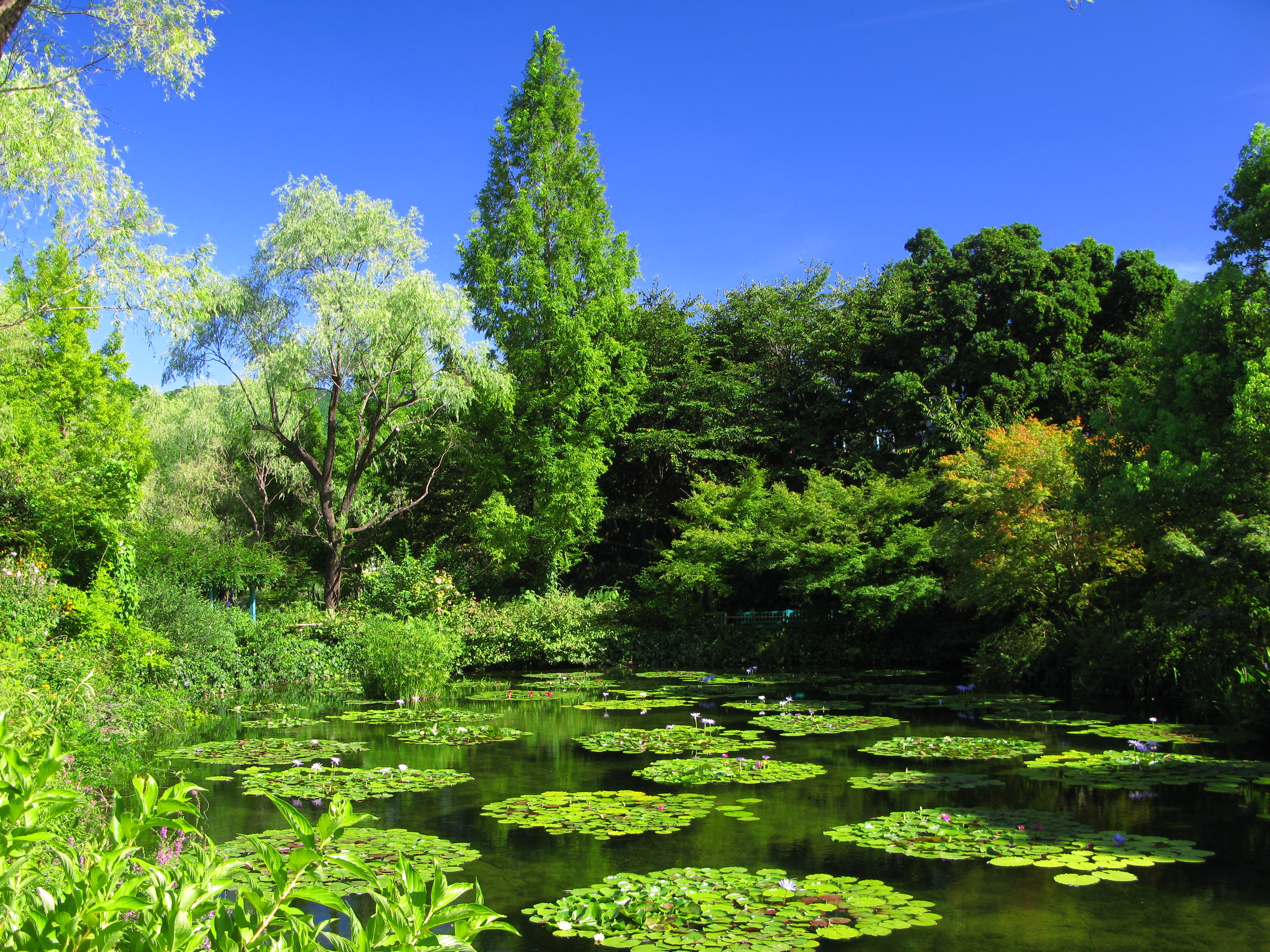
Водний сад в селі Кітаґава
